# Elfriede Blauensteiner
Elfriede Martha Blauensteiner (* 22. Jänner 1931 in Wien; † 16. November 2003 in Neunkirchen, Niederösterreich) war eine österreichische Serienmörderin, die als „Schwarze Witwe“ in die österreichische Kriminalgeschichte einging.

## Geschichte
Blauensteiner, die spielsüchtig war, suchte ihre wohlhabenden und pflegebedürftigen Opfer, deren Erbe sie erschlichen haben soll, mittels Anzeigen. Das unrechtmäßig erlangte Eigentum verspielte sie anschließend in verschiedenen Casinos. Eines ihrer Opfer war 1995 der 77-jährige Pensionär Alois Pichler, den sie – wie auch ein späteres Opfer – durch eine von ihr aufgegebene Kontaktanzeige kennengelernt hatte. Diesen machte sie mittels Euglucon, einem blutzuckersenkenden Medikament, kombiniert mit einem Antidepressivum zuerst bewusstlos und ließ ihn danach einen langsamen Erfrierungstod sterben. Dazu legte sie ihren Opfern eiskalte Handtücher auf und rief zum „richtigen“ Zeitpunkt den Notdienst an. Die noch lebenden Opfer starben dann innerhalb der nächsten Stunden im Krankenhaus. Ein weiteres Opfer war die Witwe Franziska Köberl, die sie 1992 ebenfalls mithilfe von Euglucon ermordete, um an ihre Sparbücher zu gelangen. Die Fälle wurden aufgeklärt, nachdem sich der Neffe eines der Mordopfer um sein Erbe betrogen fühlte und misstrauisch geworden war.
Elfriede Blauensteiner gestand ursprünglich den Mord an sechs Männern, wobei sie die Geständnisse später widerrufen hat. Medizinische Sachbeweise konnten für drei Todesfälle, an zwei Männern und einer Frau, erbracht werden. Folgend wurde Blauensteiner zunächst 1997 in Krems in einem Mordfall schuldig gesprochen. Das Urteil lautete auf eine lebenslange Freiheitsstrafe. In Wien wurde sie im Jahr 2001 in zwei weiteren Fällen ebenfalls wegen Mordes verurteilt. Bei medienwirksamen Gerichtsauftritten wies sie teilweise jegliche Schuld von sich. Bei einem Termin trat sie mit einem goldenen Kruzifix auf, streckte es in die Höhe und zitierte Pontius Pilatus aus dem Neuen Testament: „Ich wasche meine Hände in Unschuld“. Der damalige Senatspräsident und spätere Präsident des Obersten Gerichtshofes Johann Rzeszut sprach damals von einer „Unrechtsdimension, die für einen irdischen Gerichtshof eigentlich zu groß ist“. Ihr Strafverteidiger war der Österreicher Elmar Kresbach.
Elfriede Blauensteiner war ab 1997 in der Justizanstalt Schwarzau inhaftiert. Sie starb 2003 im Alter von 72 Jahren an den Folgen eines Gehirntumors und wurde auf dem Friedhof der Feuerhalle Simmering bestattet (Gruppe E11, Nummer 18). Das Grab wurde 2016 aufgelassen.

## Künstlerische Arbeiten zu den Serienmorden
- Die Geschichte der Elfriede Blauensteiner diente dem 2001 erstellten Film „Die Gottesanbeterin“ als Grundlage. Dort spielte Christiane Hörbiger die Hauptrolle.
- Am Landestheater Linz (Spielstätte Eisenhand) wurde am 9. Mai 2007 eine „Operette criminelle“ über Elfriede Blauensteiner uraufgeführt, mit Libretto von Silke Dörner und Musik von Peter Androsch.

## Bericht
- Otto Stangel: History | Bundesland im Porträt : Elfriede Blauensteiner – Wiens „Schwarze Witwe“ heute mittag, ORF 2, 11. Jänner 2016. In: TVthek, orf.at, abgerufen am 7. Oktober 2019. – Video (4:18)